# Oralidad secundaria
Oralidad secundaria es un término inventado por Walter J. Ong en 1970, referido a la cultura de lenguaje hablado en los medios de comunicación, por contraste a la cultura escrita.
La Universidad de Saint Louis tiene un proyecto digitalmente archivado de su trabajo.
Aunque existen paralelismos o precedentes que van desde Marshall McLuhan a Spinoza, este término se mencionó por primera vez en el trabajo: Cf. Walter J. Ong, "The Literate Orality of Popular Culture", en: Ong, Rhetoric, Romance, and Technology: Studies in the Interaction of Expression and Culture, Ithaca: Cornell University Press, 1971. El trabajo más grande realizado por Ong es el de Orality and Literacy: The Technologizing of the Word, London: Methuen, 1982.